# 那堪镇
那堪乡，是中华人民共和国广西壮族自治区崇左市宁明县下辖的一个乡镇级行政单位。

## 行政区划
那堪乡下辖以下地区：
那堪社区、那堪村、岜晓村、那吝村、四寨村、那钱村、垌平村、那佳村、百六村、迁隆村、自卫村、峙内村、上根村、新村、浦利村、南执村、驮楼村和垌中村。